# CROWN (和田慎二・氷栗優の漫画)
『CROWN』（クラウン）は、原作和田慎二、作画氷栗優の漫画。『プリンセスGOLD』（秋田書店）に連載された。単行本は全6巻（秋田書店）。

## 概要
幼くして国を追われた王子と王女。傭兵として腕を磨いた兄が、日本で普通の女子高生として生活していた妹を守り、数多の刺客を退け母国に戻る物語。　

## あらすじ
四ノ宮まひろは女子高生。両親を事故で亡くし、遺産目当てで転がり込んだ叔父家族に虐げられ、家を出て中華料理屋に住み込みでバイトをしている。ある日謎の外国人二人組が現れ、叔父家族を追い出した。それは幼い頃に生き別れた兄、レンと、その相棒ジェイクだった。二人はレガリアの王女であるまひろとその首にかかる王位継承の証「クラウン」を守るため、日本にやってきたのだった。
まひろを守るため世界中を転々とする中、レンとまひろの二人は兄妹でありながらもお互い惹かれあっていく。

## 登場人物
四ノ宮まひろ（チャカム・マヒロ・レガリア）
レガリアの王女。レガリア名はチャカム。2歳のとき、暗殺を逃れ商人に託されて母親の母国日本へ渡り、四ノ宮家の養女として育てられる。養父母が交通事故死した後、財産目当てで乗り込んできた叔父一家に虐げられ、顔見知りの中華料理屋「天楽」に身を寄せる。住み込みのお礼に店の手伝いと、年齢をごまかして深夜の交通誘導のアルバイトなどで学費を稼いでいた。明るい性格で、母親譲りのダウジングという特技を持つ。レガリアの暗殺部隊の襲撃を逃れ、スイスの寄宿学校へ身を隠す。
半年後、イギリス女王、新法王と会見。年明けて1月、ウィーンの社交舞踏会で注目を集める。が、そのニュースを目にしたフィビュラの手のものに誘拐され、レガリアへ。フィビュラの斃れた後、レガリアの新女王となる。
獅堂蓮（レン・シドー）
まひろの兄。暗殺を逃れ、傭兵に託されるが、ある戦場で見捨てられる。その際敵方にいた紫堂のチームに拾われ、そこで戦闘技術を身につけ、戦火をくぐりながらも妹の消息を探し続ける。10数年後、まひろの消息を掴むとチームから独立、フリーランスの傭兵となる。その際紫堂から名前をもらい日本名を獅堂蓮とする。
フリーとなって転戦中、ジェイクと知り合い紆余曲折の後ベストパートナーとなる。いかさまポーカーでジェイクを嵌め、2万ドルの借金を盾にして契約先から引き抜く。
第一王位継承者であるため、まひろではなくレンを王に、あるいはまひろの相談役として国に残るようにとの長老会の要請を、国が割れる種となるとの理由で固辞、傭兵稼業に戻る。
レイモンド・ミュラー（ジェイク）
傭兵。若いながらも作戦立案も任されるほどの用兵家でもある。レンには作戦を何度もぶち壊された経験があり、当初は嫌っていた。あるキャンプでレンと同部屋となり、ジェイクというあだ名はそのキャンプで上映されたホラー映画『His Name is Jake(ジェイクの名のもとに)』に登場する登場人物「ジェイク」から。当初は、自分がなぜ「ジェイク」と呼ばれるか分からないこともあり「ミュラー」と呼ぶように嫌がるが、レンとの殴り合いと時を経て、「ジェイク」と呼び間違えた部下に対し自ら「ジェイク」呼ぶように訂正させる心境の変化をみせる。女性に対する免疫がなく、まひろに抱きつかれると硬直する。姉が苦手。
コンドライト・ボーン（コンドル）
傭兵。レンとジェイクとは、ボスニアで共に戦ったこともある。ジェイク曰く「野獣のような男」。レガリアのまひろ襲撃チームを率いるがレンとジェイクに壊滅させられ撤退、レガリアからも解雇され、落伍者の烙印を押されたことから2人を倒すことに執念を燃やす。対テロチームの作戦の穴を突き、レンたちの逃走路を先回りして待ち伏せするが、レンの気迫とまひろに気を呑まれ戦意喪失。以後まるでストーカーのようにまひろを監視する様を見込まれ、レンにボディガードとして雇われる。映画撮影をカモフラージュにした襲撃の際、まひろの盾となり全身に銃弾を受け戦死。
アンジェラ・カートライト（アンジュ）
宝石を愛してやまない美女。細い針を自在に扱う暗殺者。報酬はもちろん宝石しか受け付けない。実は男で、アンジュと名乗る。親に売られ、母と慕った女性にも裏切られ、人と金を嫌悪する殺し屋となった。レンとジェイクの暗殺を請け負うが、ターゲットがまひろではないことに不審を抱き、彼らと接触。クラウンに気づき、手に入れるべく策略をめぐらす。まひろのダウジングとクラウンの発現を目の当たりにし、クラウンそのものではなくまひろこそ守るべき宝石であると認め、まひろの守護に回る。まひろのレガリア帰還後はダイヤ市場の管理を任される。

### レガリア
マリカ
レンとチャカムの母。日本人。ダイヤモンドの鉱脈を探すため、地質学者の父とともにレガリアを訪れる。王室の秘宝「クラウン」を借り受けて行ったダウジングで光の王冠が現れ、また鉱脈も発見されたことが縁で、王子と婚約、王妃となる。まひろが生まれた頃から体を壊し、程なくして死亡。
レガリア王
小国だったレガリアを経済的に発展させるため、ダイヤモンドの鉱脈を探していた。マリカに王位継承の証「クラウン」を貸し、光の王冠を目の当たりにしたことを縁に、マリカを后に迎える。
マリカの死後、妃候補だったフィビュラを後添えに迎えるが、一年ほどの後原因不明の病に倒れ、意識不明の重態に。14年後、まひろの社交舞踏会デビューの後病没。
フィビュラ
レガリアの大臣の娘で、自他共に認める王妃候補だったが、王子とマリカの突然の婚約・結婚に憎悪の炎を燃やす。表向きは近しい友人を装いながらマリカを毒殺し、王に取り入り王妃となるが、子宮閉塞で子供の作れない身体と知り国母となる道を絶たれると、自らが女王となるべく王に毒を盛る。が、レガリアの法では王の死後王妃は修道院に入り、王位は子供たちに継承されると知り、レンとまひろの暗殺を計画。王位継承にはさらにクラウンの移譲が必要と知ると、一転して王の生命維持に全力を尽くしつつ、まひろとともに消えたクラウンの行方を捜していた。日本でクラウンを見かけたという情報から、まひろが暗殺を逃れ日本にいることを察知、暗殺部隊を送る。マンション爆破後、憂いを除き安心しきっていたが社交舞踏会の新聞記事でまひろの生存を知り、レガリアへの拉致を指示。
上述のとおり野心家で執念深い性格ではあるが、ソルボンヌ在学中から国の発展のための特産物を模索、王妃としてもダイヤ鉱権益から外国を排除、採掘から製品化までの全工程から国有化し、レガリア・ダイアの価値を高めるなど、その政治手腕は高い。
バルザス
フィビュラの側近。僧兵だったころ、まだ女官だったフィビュラを虎から助け出し、以来20年護衛を勤めている。しかし彼女個人への忠誠というよりも運命論者として定めに従っているだけ、のようにも見える。
実はレンとまひろを国外に逃亡させた張本人でもある。フィビュラの死後、能力を惜しまれまひろの側近にとの要請を固辞、一生を牢内にて過ごしつつ、政治に助言を与える。
バシュタール
盲目の占星術師。視力の代わりに嗅覚で物事を捉えている。レンと同じ日に修道院で生まれ、5歳のころマリカとの交流から匂いで物を捉える能力を身につける。以来彼女を母と、レンを兄と、まひろを妹と慕っている。修道院の裏手で占星術師を営む一方、レンのためにマリカ･ローズの香水を調合している。アンジェラと合流後は王女生存のうわさを流すなど、帰還の下地を作るための地下活動を行う。まひろ帰還後は王宮に入りまひろと長老会との連絡役となる。
アルジャーノン
まだ少年ながら腕のいい調達屋。バシュタールの身の回りの世話をする。まひろ帰還後は、調達屋の才能をレンに買われ、運輸関係の世界に出るよう、諭される。

### その他
四ノ宮夫婦
まひろの養父母。交通事故で死亡。
飯坂一家
まひろの養父、四ノ宮のいとこ。暴力団に追われるほどの借金があり、四ノ宮の遺産目当てでまひろに近づく。当初は優しく接していたが次第に横柄になり、まひろが家を出ても気にかけるどころか天楽に出前を注文し、まひろをあざ笑う。レンに追い払われた。
ヒロコ
マリカの大学時代の親友。今はフランスに住んでいる。マリカと交換したカレッジリングをまひろに託した。
……ベスII世
イギリス女王。名前のベスは、ウィーンのオペラ座で開催される社交舞踏会の順位決定会議（通称:ゲーム）でケスラーが掲げた紹介状を見た参加者から聞き取れた名前の後半部分で「ベス」という名前ではない。レガリア新国王夫妻の欧州表敬訪問の際、マリカと会っている。レンに請われ、まひろの後見人となる。
法王
本名はジョナス・カエムラ枢機卿。先代エル・パオロII世の逝去に伴うコンクラーベで法王に選出される。その直前、自身の協会にレンから多額の寄付を受ける。
紫堂貴広（しどう たかひろ）
幾多の戦場で名を馳せた伝説の傭兵。サングラスと髭がトレードマーク。ある戦場でレンを拾い、そのままチーム預かりで戦闘技術を教える。レンがフリーになる際、シドーの名を、と請われ、「獅堂蓮」という漢字表記を与えた。レンの依頼でレガリア潜入に参加。

## 用語
レガリア王国
中央アジアにある小国。山岳地帯にあり、国土のほとんどが山岳と未開地で、平野部はごく狭い範囲しかないため、空港は持たず、河川を通じて隣国からフェリーで入出国する以外ルートはほとんどない。先代の王の時代までは特産品を持たない貧乏国であったが、近年ダイヤモンド鉱が発見され、国策で徹底した品質管理を行い貿易立国となった。
クラウン
レガリア王家に伝わるダイヤのペンダント。王位継承の証とされる。現在はまひろが所有。マリカ、まひろがダウジングを行うと輝きを増し、光の王冠が出現する。単行本3巻以降から、クラウンを着けたまひろと共に冒頭の登場人物紹介で紹介される。
クラウン･レプリカ
ある宝石デザイナーが製作したレプリカ。アフリカ産のダイヤを使用。10年ほど前、日本でたまたま見かけたクラウン･オリジナルに感銘を受けて製作。サザビーのオークションに出展され、アンジェラも入札に参加するが、フィビュラが落札。作成者との会話からまひろとクラウンが発見される糸口となった。
マリカ・ローズ
品種改良によって生まれたレガリア産の薔薇。甘いシトラス系の香りが特徴。王子とマリカの婚約を機にマリカ・ローズと名づけられ、レガリアの国花となる。フィビュラが実権を掌握した後は、修道院以外の場所ではあまり見かけられない。
修道院
レガリア国境地帯にある修道院。マリカ･ローズが唯一咲き誇る場所。暗殺を避けたレンとまひろを匿い、ここから二人を外国に送り出した。バシュタールが生まれ育った場所でもある。
長老会
国政を司る有識者会議。王室の運営にも影響力を持ち、典範の変更を頑として認めなかった。王の死後拘束され、まひろの命と引き換えにフィビュラを女王と認める決定を下す。

## 書誌情報
- 和田慎二（原作）・氷栗優（作画）『CROWN』秋田書店〈PRINCESS COMICS DELUXE〉、全6巻
  1. 2006年1月25日初版発行（2005年12月16日発売[1]）、ISBN 978-4-253-15374-4
  2. 2006年6月15日初版発行（2006年5月16日発売[2]）、ISBN 978-4-253-15375-1
  3. 2007年4月15日初版発行（2007年3月16日発売[3]）、ISBN 978-4-253-15376-8
  4. 2007年11月15日初版発行（2007年10月16日発売[4]）、ISBN 978-4-253-15377-5
  5. 2008年4月15日初版発行（2008年3月14日発売[5]）、ISBN 978-4-253-15378-2
  6. 2008年10月30日初版発行（2008年10月16日発売[6]）、ISBN 978-4-253-15379-9